# Jürgen Kluge (Wasserballspieler)
Jürgen Kluge (* 29. Dezember 1939 in Aschersleben) ist ein ehemaliger Wasserballspieler aus der DDR. Er war Europameisterschaftszweiter 1966.

## Sportliche Karriere
Jürgen Kluge spielte für die SG Dynamo Magdeburg, den DDR-Meister von 1958 bis 1966 sowie 1968. Ab 1959 war Kluge Mitglied der Wasserballnationalmannschaft der DDR.
Bei der Europameisterschaft 1962 in Leipzig zog die DDR-Mannschaft mit einem Sieg über Italien, einem Unentschieden gegen Rumänien und einer Niederlage gegen die Ungarn in die Runde der letzten vier Mannschaften ein. Dort unterlag die DDR-Mannschaft den Jugoslawen und spielte Unentschieden gegen die Auswahl aus der Sowjetunion. Hinter den Mannschaften Ungarns, Jugoslawiens und der Sowjetunion belegte die Mannschaft aus der DDR den vierten Platz.
1964 bezwang die Nationalmannschaft der DDR die Nationalmannschaft der Bundesrepublik Deutschland in den beiden Qualifikationsspielen für die gesamtdeutsche Mannschaft durch ein 3:1 in Magdeburg und ein 1:1 in Wuppertal. Bei den Olympischen Spielen 1964 in Tokio belegte die Mannschaft aus der DDR in der Vorrunde den zweiten Platz hinter der Mannschaft aus der Sowjetunion. Nach zwei Niederlagen in der Zwischenrunde und zwei Siegen in den Platzierungsspielen belegte die Mannschaft aus der DDR den sechsten Platz. Kluge war in allen sechs Spielen dabei, erzielte aber keinen Treffer.
Zwei Jahre später bei der Europameisterschaft 1966 in Utrecht gewann die Auswahl aus der DDR in ihrem zweiten Spiel gegen die tschechische Mannschaft mit 9:3, wobei Jürgen Kluge vier Tore warf. Die Mannschaft aus der DDR gewann ihre Vorrundengruppe und ihre Zwischenrundengruppe jeweils vor den Jugoslawen. In der Finalrunde warf Kluge ein Tor beim 2:1-Sieg über Italien, das letzte Spiel gewann die Mannschaft aus der Sowjetunion mit 1:0 gegen die DDR-Auswahl. Damit war die sowjetische Mannschaft Europameister vor der DDR-Auswahl und den Jugoslawen.
Bei den Olympischen Spielen 1968 in Mexiko-Stadt war die Wasserballnationalmannschaft Teil der Olympiamannschaft aus der DDR. In der Vorrunde war die Mannschaft mit fünf Siegen bei einem Unentschieden und einer Niederlage punktgleich mit den Jugoslawen, die aber wegen der besseren Tordifferenz in die Finalrunde einzogen. Nach den Platzierungsspielen lag die Mannschaft aus der DDR wie vier Jahre zuvor auf dem sechsten Platz. Kluge war in allen Spielen dabei und warf insgesamt vier Tore.
1968 stellte die DDR die staatliche Förderung für den Wasserballsport ein, es gab danach nur noch reinen Amateursport. 1980 kehrte Jürgen Kluge nach der Hochzeit seiner Schwester in Duisburg nicht in die DDR zurück. Er war danach als Trainer des ASC Duisburg tätig, mit dem er 1989 den DSV-Pokal gewann, und gehörte bei der Weltmeisterschaft 1991 zum Betreuerstab der deutschen Nationalmannschaft. Noch im Alter von 78 Jahren trainierte er die Mannschaft der DJK Poseidon Duisburg.